# Învierea lui Lazăr

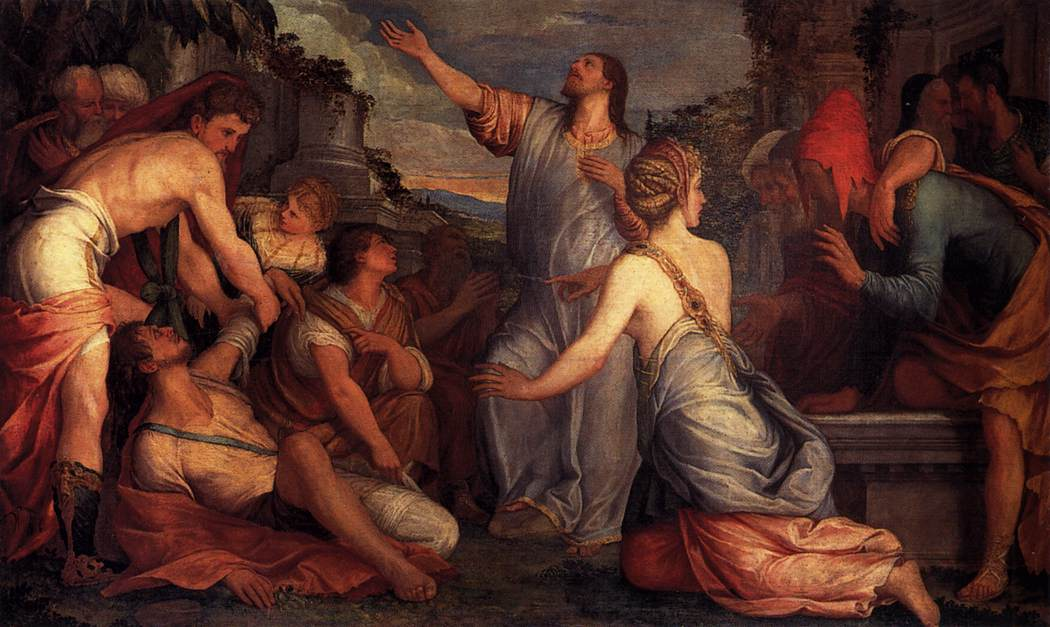
Învierea lui Lazăr, de Giuseppe Salviati, 1540-1545.

Învierea lui Lazăr este una din minunile lui Iisus, consemnată numai în Evanghelia după Ioan (11:1-46), în care Iisus îl aduce la viață pe Lazăr din Betania la patru zile după înmormântarea acestuia.
Teologii Moloney și Harrington privesc învierea lui Lazăr ca pe o minune care va declanșa șirul de evenimente ce vor duce la Răstignirea lui Iisus. Ei o consideră "o înviere care va duce la moarte", în care învierea lui Lazăr va duce la moartea lui Iisus, Fiul lui Dumnezeu, la Ierusalim ca să se arate Slava lui Dumnezeu.
În conformitate cu Evanghelia după Ioan, surorile lui Lazăr, Maria și Marta, au trimis la Iisus să-i spună că Lazăr este bolnav și îi cer ajutorul. Dar Iisus afirmă:
"Această boală nu este spre moarte, ci pentru slava lui Dumnezeu, pentru ca Fiul lui Dumnezeu să fie slăvit prin ea." "...Iisus iubea pe Marta, și pe sora ei, și pe Lazăr." (Ioan 11:5)
Iisus își amână călătoria cu două zile. Ucenicii lui Iisus se tem să se întoarcă în Iudeea, dar Iisus le poruncește să meargă cu el, afirmând:
"Lazăr a murit și mă bucur că n-am fost acolo, pentru ca voi să credeți."
În momentul când au sosit în Betania, Lazăr era mort și îngropat de patru zile. Marta, una din surorile lui Lazăr, l-a întâmpinat pe Iisus și i-a spus: "Dacă ai fi fost aici, fratele meu n-ar fi murit", dar Iisus a asigurat-o că fratele ei va învia și a spus:

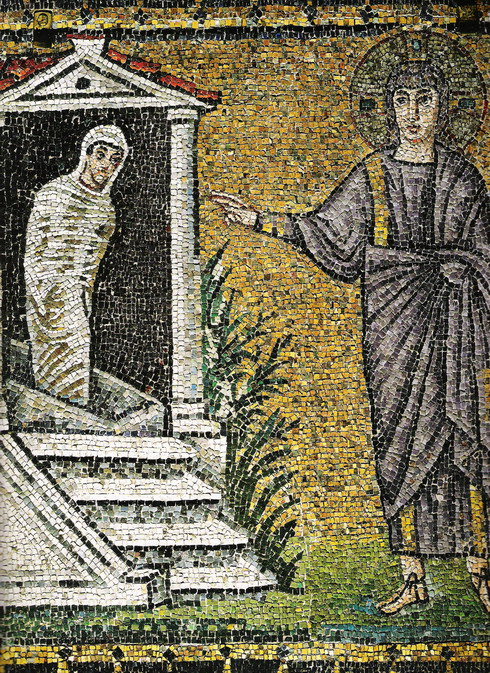
Mozaic din sec. al VI-lea cu Învierea lui Lazăr, Sant’Apollinare Nuovo, Ravenna, Italia.

"Eu sunt învierea și viața. Cel ce crede în mine, chiar dacă va muri, va trăi. Și oricine trăiește și crede în mine în veci nu va muri. Crezi tu aceasta?"
Apoi Iisus a spus: "Nu ți-am spus că dacă vei crede, vei vedea slava lui Dumnezeu?" Așa că au ridicat piatra. Iisus și-a ridicat ochii în sus și a zis:
"Tată, îți mulțumesc că m-ai ascultat. Eu știam că întotdeauna mă asculți, dar am zis așa pentru mulțimea care stă aici, ca să creadă că tu m-ai trimis."
După ce a spus aceasta, Iisus a strigat cu voce tare: "Lazăre, vino afară!" Mortul a ieșit, cu mâinile și picioarele legate cu fâșii de pânză și cu fața înfășurată cu o maramă. Iisus le-a spus lor: "Dezlegați-l și lăsați-l să meargă."
Minunea învierii lui Lazăr este semnalul care declanșează patimile lui Iisus. Ioan precizează că această minune va duce la decizia lui Caiafa și a Sinedriului de a plănui să-l ucidă pe Iisus.